# Dryas warneri
Dryas warneri är en fjärilsart som beskrevs av Hall 1936. Dryas warneri ingår i släktet Dryas och familjen praktfjärilar. Inga underarter finns listade i Catalogue of Life.